# Platylesches ayresii
Platylesches ayresii (tên tiếng Anh: Peppered Hopper) là một loài bướm ngày thuộc họ Hesperiidae. Nó được tìm thấy ở thảo nguyên bụi cây ở Botswana, miền tây Transvaal, KwaZulu-Natal, Mozambique và Zimbabwe.
Sải cánh dài 27–32 mm đối với con đực và 35–38 mm đối với con cái.